# 人类党

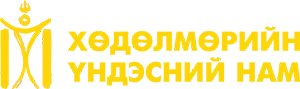
民族勞動黨时期使用的標誌

人类党（羅馬化：Khün nam）是蒙古国的一个政党。

## 简介
2011年11月5日，该党成立，初名民族劳动党（Hudulmuriin Undesnii Nam，缩写为HUN），后改现名。该党原先是蒙古国一个很小的党派，政治影响力弱。在2012年国家大呼拉尔选举中，共有11个政党和2个政党联盟参选。最终有3个政党和1个政党联盟获得国家大呼拉尔席位。该党则未参选。